# Maastrichtiano
| Sistema/Período | Série/Época | Andar/Estágio  | Idade (Ma)    |
| --- | ----------- | -------------- | ------------- |
| Paleogeno | Paleoceno   | Daniano        | mais recente  |
| Cretáceo | Superior    | Maastrichtiano | 66.0–72.1     |
| Cretáceo | Superior    | Campaniano     | 72.1–83.6     |
| Cretáceo | Superior    | Santoniano     | 83.6–86.3     |
| Cretáceo | Superior    | Coniaciano     | 86.3–89.8     |
| Cretáceo | Superior    | Turoniano      | 89.8–93.9     |
| Cretáceo | Superior    | Cenomaniano    | 93.9–100.5    |
| Cretáceo | Inferior    | Albiano        | 100.5–~113.0  |
| Cretáceo | Inferior    | Aptiano        | ~113.0–~125.0 |
| Cretáceo | Inferior    | Barremiano     | ~125.0–~129.4 |
| Cretáceo | Inferior    | Hauteriviano   | ~129.4–~132.9 |
| Cretáceo | Inferior    | Valanginiano   | ~132.9–~139.8 |
| Cretáceo | Inferior    | Berriasiano    | ~139.8–~145.0 |
| Jurássico | Superior    | Titoniano      | mais antigo   |
| Subdivisão do Cretáceo de acordo com a Tabela Cronoestratigráfica Internacional versão 2015/1 da Comissão Internacional sobre Estratigrafia. |             |                |               |

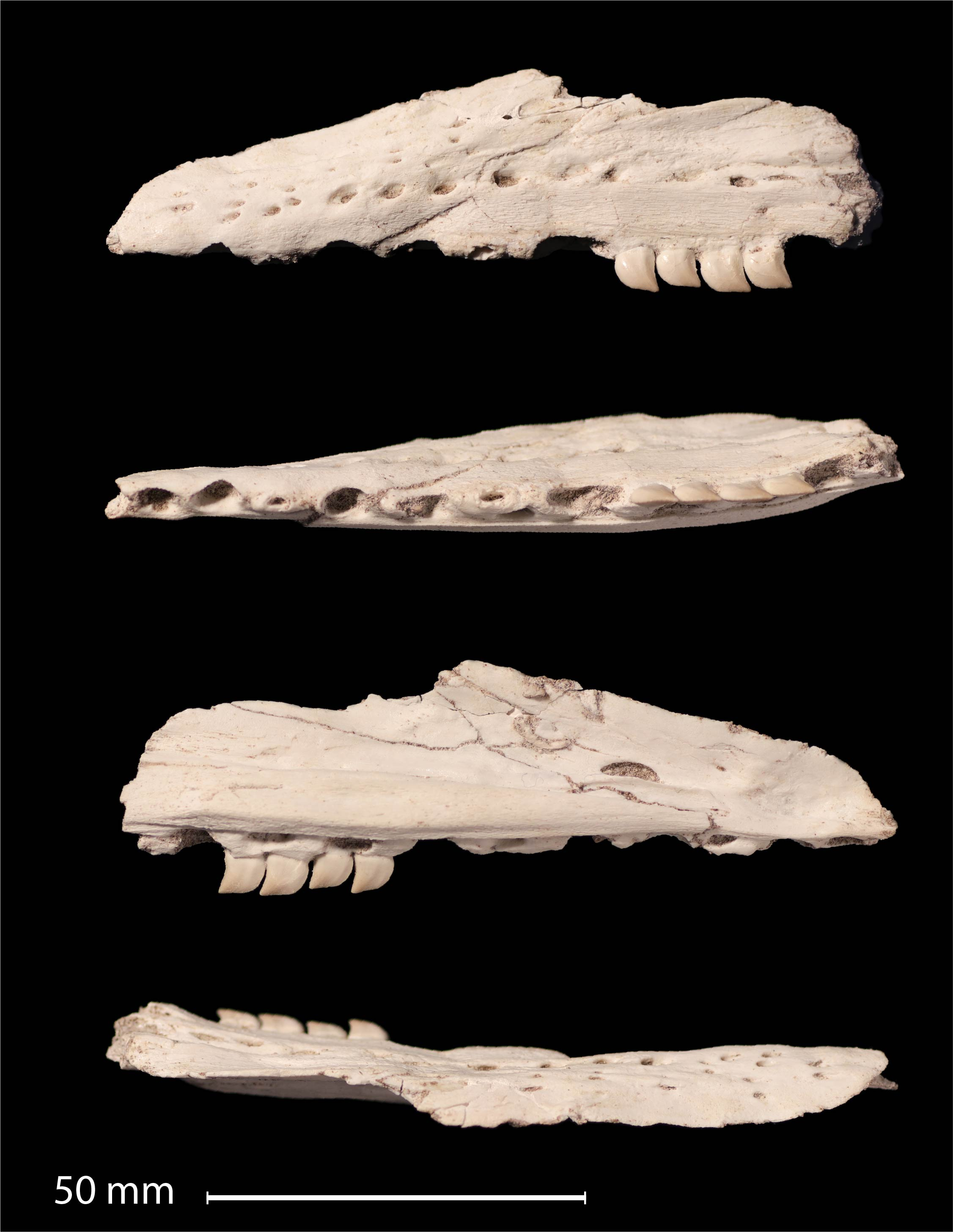
Mandíbula esquerda do mosassaurídeo Xenodens calminechari, Maastrichtiano tardio de Sidi Chennane, Marrocos de Nicholas R. Longrich

Na escala de tempo geológico, o Maastrichtiano é a idade da época Cretácea Superior do período Cretáceo da era Mesozoica do éon Fanerozoico que está compreendida entre há 72,1 milhões e 66 milhões de anos, aproximadamente. A idade Maastrichtiana sucede a idade Campaniana de sua época e precede a idade Daniana da época Paleocena do período Paleogeno da era Cenozoica de seu éon.

## Definições estratigráficas

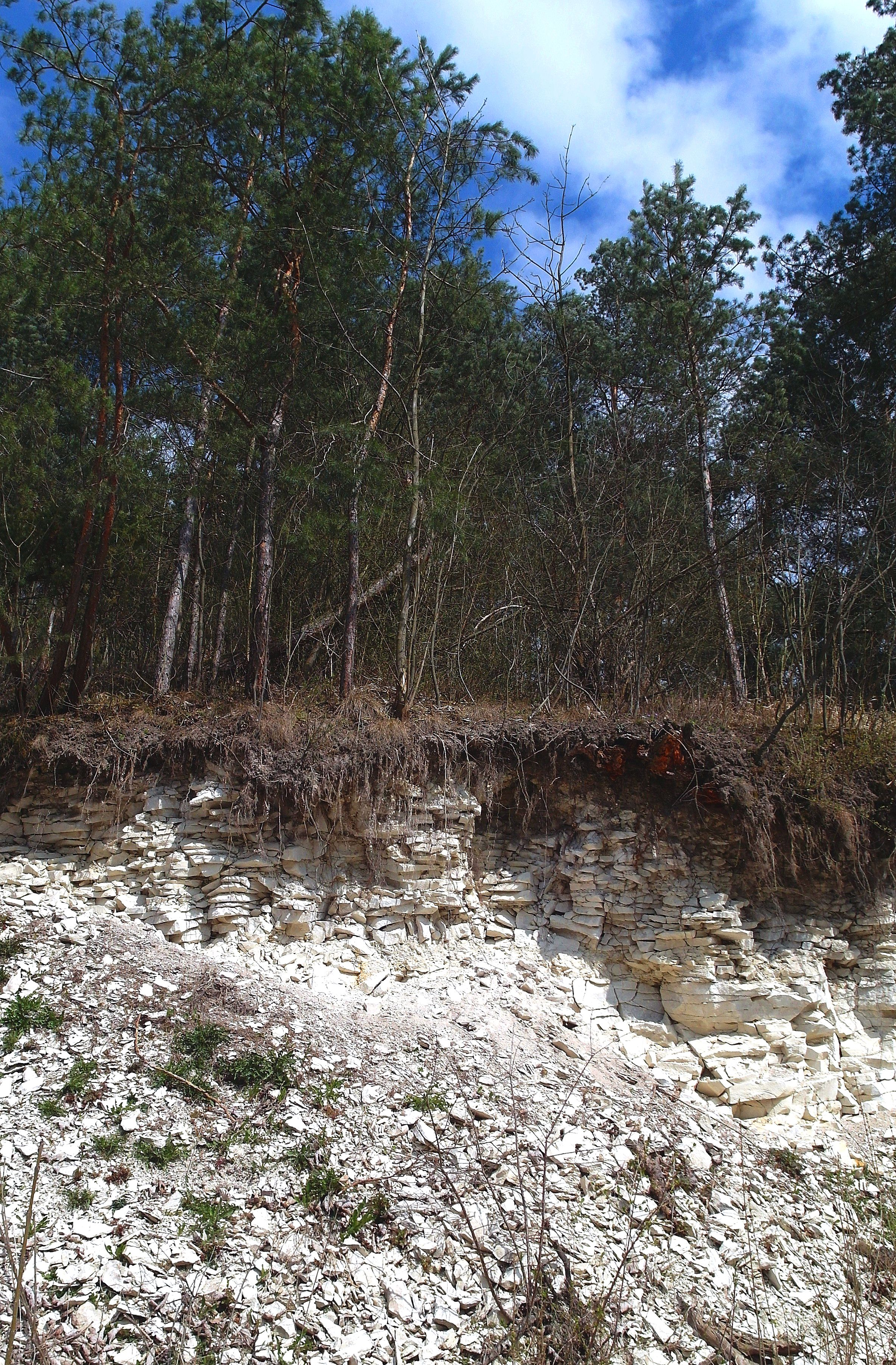
Solo de Rendzina no giz Maastrichtiano no Parque Paisagístico de Kozubów, Polónia

### Definição
O Maastrichtiano foi introduzido na literatura científica pelo geólogo belga André Hubert Dumont em 1849, após estudar estratos do grupo Chalk perto da cidade holandesa de Maastricht. Estes estratos são agora classificados como a Formação Maastricht (os nomes da formação e do piso são derivados do nome da cidade. A Formação Maastricht é conhecida por certos fósseis desta idade, mais notavelmente o gigante réptil marinho Mosasaurus, que por sua vez deriva o seu nome do Rio Meuse/Meuse/Maas (mosa é o nome latino para o rio).
A base do estádio Maastrichtiano localiza-se na primeira aparição da espécie amonite Pachydiscus neubergicus. Mais tarde, observou-se que na localidade tipo original perto de Maastricht, o registo estratigráfico estava incompleto. Um perfil de referência para a base foi marcado numa secção ao longo do Rio Ardour denominada Grande Carrière, perto da cidade de Tercis-les-Bains no sudeste da França.  O limite superior do estádio Maastrichtiano é definido como a anomalia do irídio no nível Cretácico-Paleógeno (fronteira K-Pg), que também se caracteriza pela extinção de muitos grupos de organismos, como certos calcários foraminíferos e nannoplâncton, todos os amonites e belemnitess e, em terra, dinossáurios e outros grupos.

### Subdivisões
O Maastrichtiano é comummente subdividido em dois sub-estádios (superior e inferior) e três biozonas de amonite. As biozonas são (da mais nova para a mais velha):
- zona de terminal de Anapachydiscus
- zona de Anapachydiscus fresvillensis
- zona de Pachydiscus neubergicus a Pachydiscus epiplectus

O Maastrichtiano é aproximadamente contemporâneo da era dos mamíferos terrestres norte-americanos do Lanciano.

## Paleontologia

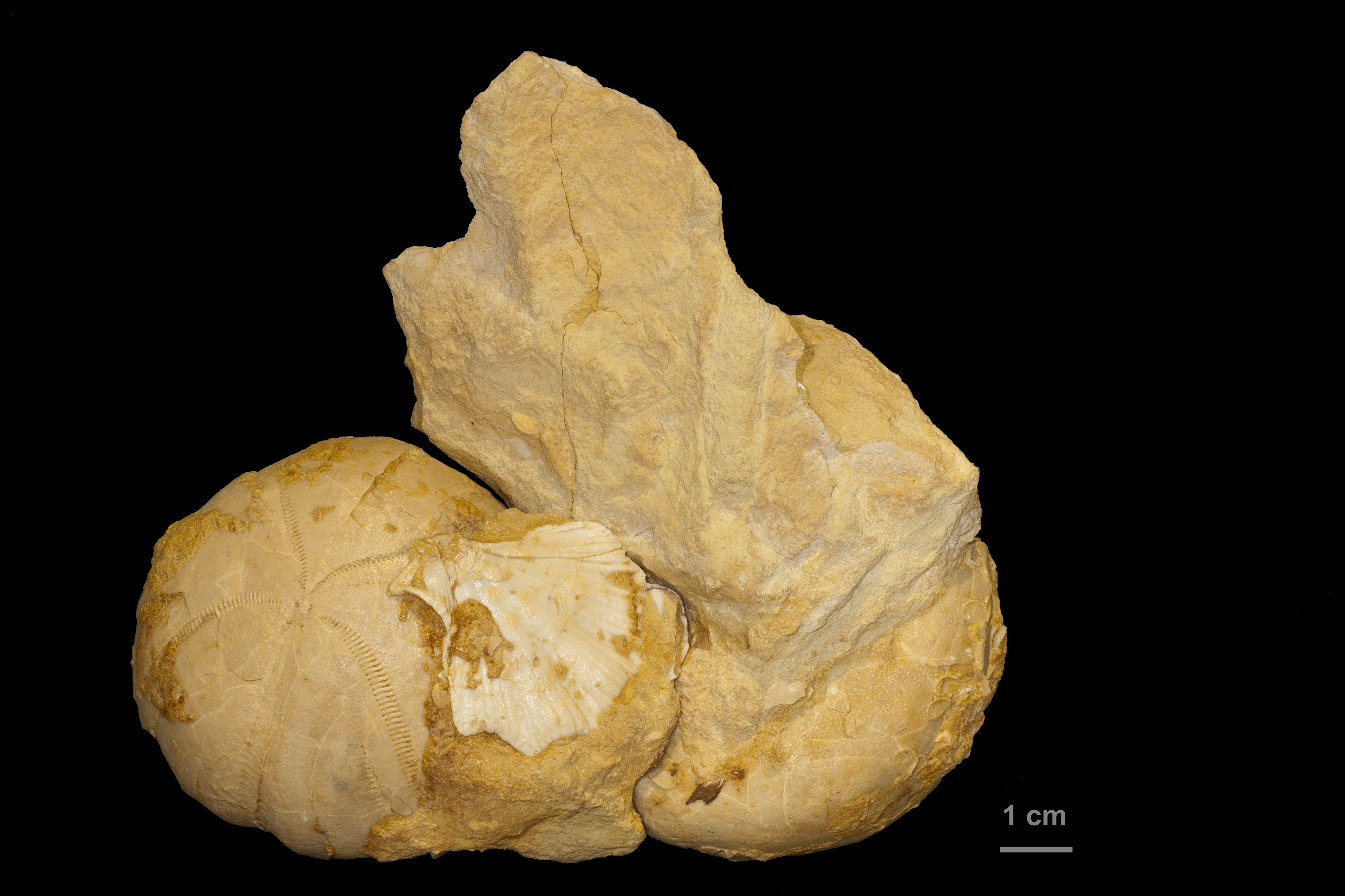
Fóssil de Hemipneustes leymeriei Museu de Toulouse

### Aves
Existiram várias linhagens de aves modernas, embora muitas fossem linhagens que diferiam profundamente dos seus parentes actuais e não são seus antepassados, mas foram extintas no Cenozóico. Por exemplo, Vegavis iaai indica que existiam pelo menos três linhagens de Anseriformes: Anhimidae, Anatidae, Anseranatidae e Presbyornithidae (e possivelmente Dromornithidae), e que existia pelo menos uma linhagem de Galliformes também, e aparentemente os Gastornithiformes também divergiram. É também muito provável que existissem pelo menos uma, e provavelmente várias, linhagens de Charadriiformes, e que os pinguins estivessem prestes a separar-se dos seus parentes mais próximos, se ainda não o tivessem feito, e que se Metaves fosse um grupo válido, provavelmente já se teriam separado. Além disso, os paleognatas eram, naturalmente, muito diferentes dos neognatas.

### Pterossauros
Tradicionalmente, as faunas de pterossauros do Maastrichtiano eram consideradas dominadas por azhdarchids, e outros grupos de pterossauros ter-se-ão extinto anteriormente. No entanto, descobertas mais recentes sugerem uma diversidade muito maior de pterossauros: existiam pelo menos dois nictossauros, alguns pteranodontídeos e Navajodactylus, que foi provisoriamente atribuído aos Azhdarchidae e não possui todas as sinapomorfias do grupo.  Isto serve para sublinhar uma maior diversidade de pterossauros terminais do Cretácico do que se pensava anteriormente. 

### Flora

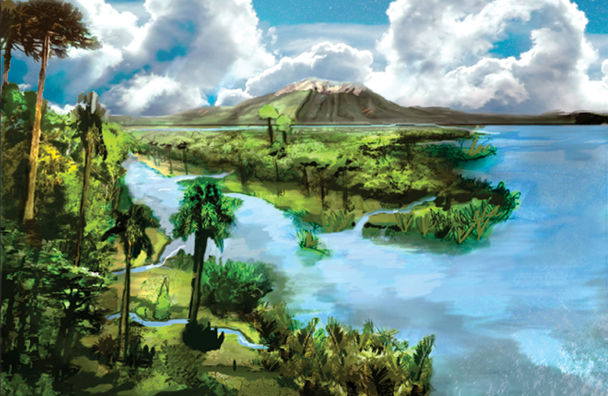
Paisagem Maastrichtiana

- Metasequoia